# ملت‌سازی

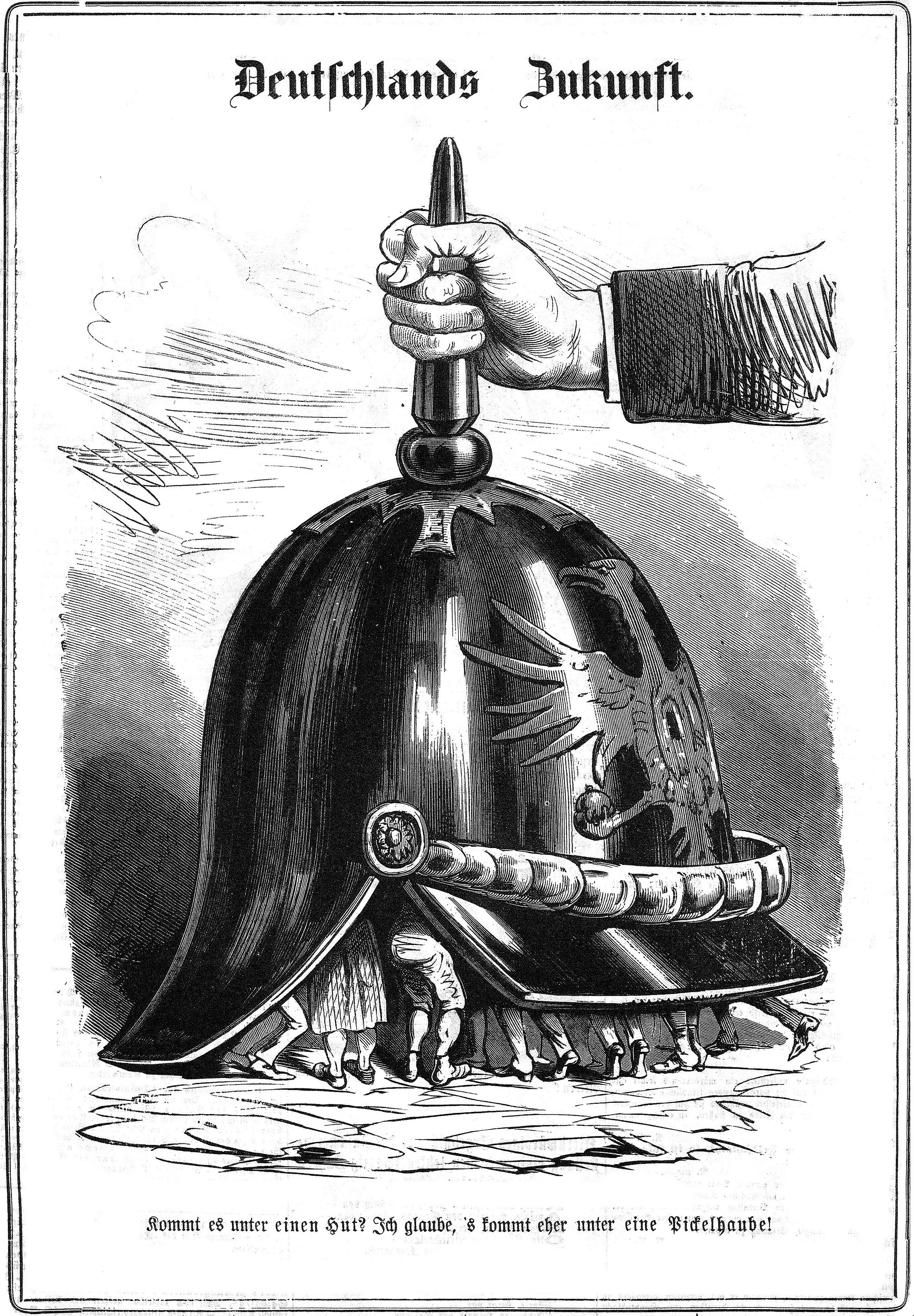
ملت سازی

ملت‌سازی فرایند ساختن یک هویت ملی با استفاده از قدرت حکومت است. هدف از این فرایند، نزدیک سازی مردم درون یک حکومت است تا از نظر سیاسی در بلند مدت پایدار و قابل دوام بماند. برای ملت سازی ممکن است از پروپاگاندا یا توسعه گسترده زیرساختی برای پروردن هماهنگی اجتماعی و رشد اقتصادی استفاده شود.

## تعریف
تعریف: توسعه رفتارها، ارزشها، زبان، نهادها و ساختارهای فیزیکی که تاریخ و فرهنگ را روشن می‌کند، وضع حاضر را تجسم بخشیده، حفاظت می‌کند و هویت آینده و استقلال یک ملت را تضمین می‌کند.
به گفته آندریاس ویمر، دانشمند علوم سیاسی دانشگاه کلمبیا، سه عامل برای تعیین موفقیت ملت سازی در طولانی مدت نقش اساسی دارد:
- ایجاد ساختارهای مدنی در جامعه
- توزیع امکانات عمومی در کل سرزمین حوزه شمول ملت
- ایجاد بستر گفتمان مشترک بین مردم

در دوران جدید، ملت سازی به ویژه در بین ملل آفریقایی، بالکان یا خاورمیانه برای باز تعریف جمعیت سرزمین‌هایی که توسط قدرت‌های استعماری یا امپراتوریها، بدون در نظر گرفتن مرزهای قومی، مذهبی و… ایجاد شده‌اند بسیار حائز اهمیت است و بدون آن امکان ایجاد نهادهای ملی پایدار و منسجم متصور نیست.
در این راستا ایجاد نمادها مشترک مانند پرچم‌ها، سرودها، روزهای ملی، خطوط هوایی ملی، زبان‌های ملی، اسطوره‌های ملی و… بسیار مفید اند؛ که باید در سطح بالاتر به هویت ملی با تشکیل گروه‌های قومی و نژادی و زبانی مختلف در یک ملت با لحاظ کردند هویت قومی منجر گردد چرا که در بسیاری از موارد در دوران استعمار به عمد برای ایجاد شکاف در بین مردم با جابه جای‌ها یا روش‌های مختلف، حاکمیت سعی بر ایجاد جمعیت ناهمگن قومی نموده‌اند.
اگر تعادل بین هویت قومی و هویت ملی به شکل مناسب برقرار نگردد نه تنها ملت سازی رخ نخواهد داد، که رقابت‌های قومی و قبیله گرایی تمایلات جدایی طلبانه و تجزیه ملت را به دنبال خواهد داشت. مانند تلاش بیافرا برای جدایی از نیجریه یا تقاضا مردم سومالی در منطقه اوگادن اتیوپی برای استقلال کامل. در آسیا بعد از استقلال هند از بریتانیا منجر به تجزیه هند به دو بخش هند و پاکستان و سپس تجزیه پاکستان شرقی به شکل کشور بنگلادش از نمونه‌های بارز سوء مدیریت استعمار در ایجاد ترکیب‌های جمعیتی نامناسب و تفکیکات مذهبی و قومی در قالب یک کشور واحد تحت سیطره استعمار بوده‌اند.
مشابه همین اوضاع باعث مشکلات متعددی در سودان و نسل‌کشی رواندا و بسیاری کشورهای آفریقا نیز در تاریخ معاصر مشاهده شده که سرزمین‌های جدید التاسیس، استقلال یافته از استعمار با توجه به عدم انسجام قومی، مذهبی، نژادی در داخل کشور حتی پس از سالهاها امکان دست یابی به تعریف جدید از ملت واحد نرسیده‌اند.
باید توجه داشت که بین دولت سازی و ملت سازی هنوز برخی ابهام‌ها وجود دارد که برخی اوقات اختلاف آنها به شکل صحیح درنظر گرفته نمی‌شود. در مورد اولی منظور ایجاد زیر ساخت‌ها و نهادهای دولتی است ولی در مورد دومی به هویت ملی اشاره دارد.
از این رو اخیراً یکی از تعاریف مقبول تر که ارتباط بین دولت سازی و هویت ملی را در ملت سازی در کنار هم قرار داده‌است «استفاده از قوه قهریه دولت برای پیگیری تحقق انتقال پایدار ملت به دمکراسی» را روشی برای ملت سازی می‌دانند که با ترکیب سرمایه‌گذاری، استفاده از نیرو نظامی، نهادهای حاکمیتی و استفاده از تبلیغات برای ایجاد و تقویت هویت ملی و هویت قومی به مقصود می‌رسد که نمونه‌های موفق آن کشورهای چون کانادا، استرالیا، ایالت متحد آمریکا اند که ضمن تنوع جمعیتی و قومی و حتی پذیرش مدام مهاجر توانستند ملت واحده و هویت ملی خود را ایجاد نمایند.